# Мовленнєвий апарат
Мовленнє́вий апара́т, також апара́т мо́влення, інакше о́ргани мо́влення чи мовленнє́ві о́ргани — анатомо-фізіологічна система органів людини, які беруть участь у творенні мовних звуків (фонем) — артикуляції.
Мовленнєвий апарат складається з органів дихання й органів, які безпосередньо беруть участь у творенні звуків, зокрема: гортань, голосові зв’язки, язик, м’яке й тверде піднебіння, зуби верхньої та нижньої щелеп, губи, носопролиг (верхня частина пролигу, розташована позад порожнини носа, й умовно відмежована від ротопролигу площиною, в якій лежить тверде піднебіння) та резонаторні нутро́вини (порожнини).

## Система органів мовлення
Мовленнєвий апарат не є окремим органом людського тіла, але поєднанням органів дихальної та травної систем, в якому умовно виділяють три поверхи: нижній, середній і верхній.

### Нижній поверх
- Легені
- Бронхи
- Трахея
- Діафрагма

Виконують функцію накопичування та видихання необхідного для творення звуків повітря.

### Середній поверх
- Гортань:
  - Щитоподібний хрящ
  - Перстенюватий хрящ
  - Пірамідальні хрящі
  - Голосові зв'язки

На цьому поверсі твориться акустичний характер (співвідношення шуму та голосу) звуків. Виділяють три основні положення пірамідальних хрящів і голосових зв’язок, відповідно до яких творяться відповідні звуки:
- видих — голосові зв’язки розслаблені, пірамідальні хрящі розсунуті, повітря вільно проходить гортанну щілину.
- шепіт — голосова щілина звужена, міжхрящова залишається доволі широкою, видихуване повітря створює слабкий шум.
- голос — пірамідальні хрящі зближені, міжхрящова щілина закрита. Міжзв’язкова щілина дуже вузька, голосові зв’язки напружені та коливаються ритмічно під тиском повітряного струменю — виникає тон.

### Верхній поверх
- пролигова нутровина
- ротова нутровина
- носова нутровина

У цих нутровинах, які є своєрідними резонаторами, творяться обертони та резонаторні тони й шуми, що породжує конкретні звуки.

## Фази артикуляції
- Екскурсія (приступ) — початковий рух органів мовлення, підготовка їх до вимови звука.
- Кульмінація (витримка) — положення органів мовлення в момент вимовляння звуків.
- Рекурсія (відступ) — повернення органів мовлення у вихідне положення.

## Участь артикуляції органів мовлення
За участю в артикуляції органи мовлення поділяються на активні та пасивні.

### Активні органи
Активні органи мовлення є рухомими, виконуючи головну роботу творення звуків. До них належать:
- язик
- губи
- нижня щелепа
- м’яке піднебіння
- язичок.

Проте не в усіх випадках активні органи мовлення беруть участь в артикуляції звуків. Зокрема язик — найактивніший орган мовлення — при вимові [б] чи [п] практично залишається нерухомим.

### Пасивні органи
Пасивні органи мовлення є нерухомими, виконуючи допоміжну функцію творення звуків. До них належать:
- зуби
- альвеоли
- тверде піднебіння
- задня стінка зіва
- верхня щелепа
- носова порожнина